# Констант II
Констант II (грец. Κώνστας, 7 листопада 630 — 15 вересня 668, Сиракузи) — імператор Візантії з 641 по 668 роки.

## Походження
Констант II був сином імператора Костянтина III та онуком Іраклія. Мачуха Костянтина III, батька Константа II, Мартина, завдяки тиску на свого чоловіка (Іраклія), змусила його відмовити своєму старшому сину Костянтину III, як наступнику трону, яким він вже був із 632 року. 4 липня 638 року її сина, 12-річного Іраклона оголосили співімператором. Однак вже 11 лютого 641 імператор Іраклій помер. І вже тоді вдова Мартина стала регенткою імперії при своєму малолітньому синові-імператорі, хоча і змушена ділити правління із Костянтином III. Однак не довго. 25 травня 641 року і він помер. По місту ходили чутки про причетність Мартини до смерті Констянтина.
Перед смертю Костянтин III призначив свого 11-річного сина Гераклея на співімператора, якого восени 641 року і коронували на нового імператора Константа II.
14 вересня 641 року «народ» повстав проти Мартини і увірвався в імператорський палац. Очевидно за «народом» стояли впливові сенаторські партії. Їй відрізали язика, а Іраклону — носа, та заслали обох на Родос. Від отриманих ран Іраклон через короткий час помер.
Констант II став одноосібно імператором Візантії.

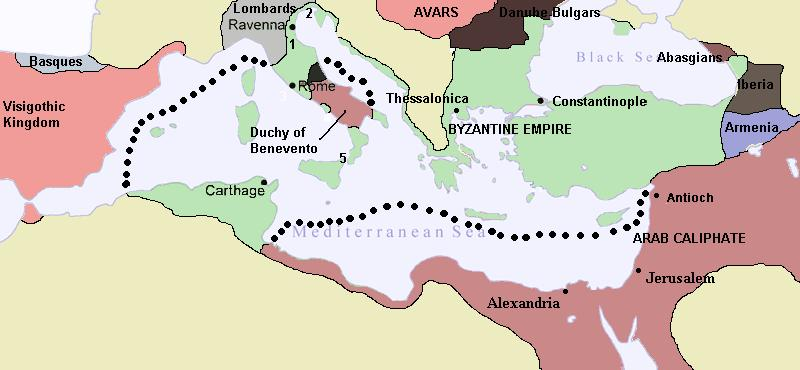
Межі Східної Римської Імперії (зелений колір) у 650 р.

## Правління
Констант II проводив активну зовнішню політику. У 654 році флот Константа був розгромлений арабами біля берегів Лікії, імператор дивом уникнув полону. Арабський флот мав явну перевагу перед візантійцями і збирався вже йти на Константинополь, але через усобиці серед арабів похід так і не відбувся. Халіф та імператор уклали мир, який дав невеликий час для перепочинку Візантії. У 663 році Констант II намагався завоювати Італію, маючи на меті зробити Рим своєю столицею. Зазнав тяжкої поразки, втративши у битві з королем лангобардів Грімоальдом 20 000 вояків. Однак утримав за собою Сицилію. Переніс свою резиденцію в Сиракузи, куди звіз твори мистецтва, захоплені в Римі. Деякий час перебував там бездіяльно і був вбитий змовниками під час купання.
Його син і наступник Костянтин IV розбив узурпатора Мецетія і залишив своєю столицею Константинополь.